# لمباردی‌ها در نخستین جنگ صلیبی
لمباردی‌ها در نخستین جنگ صلیبی (انگلیسی: I Lombardi alla prima crociata) اپرایی است بر‌اساس شعری حماسی از توماسو گروسی در ۴ پرده از آهنگساز برجسته ایتالیایی، جوزپه وردی لیبرتو ایتالیایی، تمیستوکل سولرا نوشتن این اپرا را بر عهده داشت. اولین اجرای این اثر در شهر میلان و به تاریخ ۱۱ فوریه ۱۸۴۳ است.

## نگارخانه

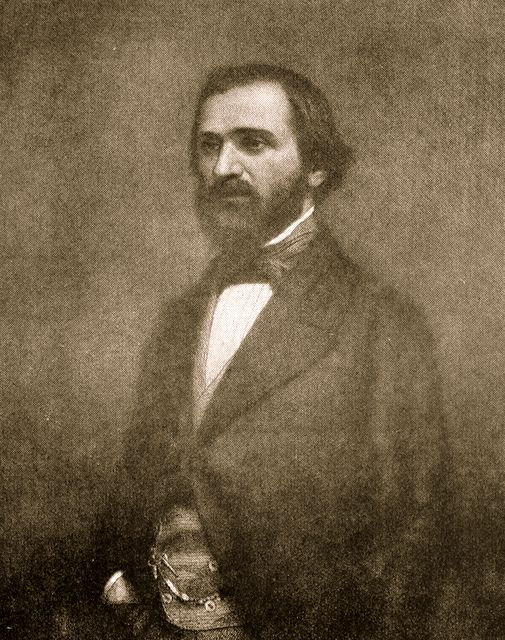
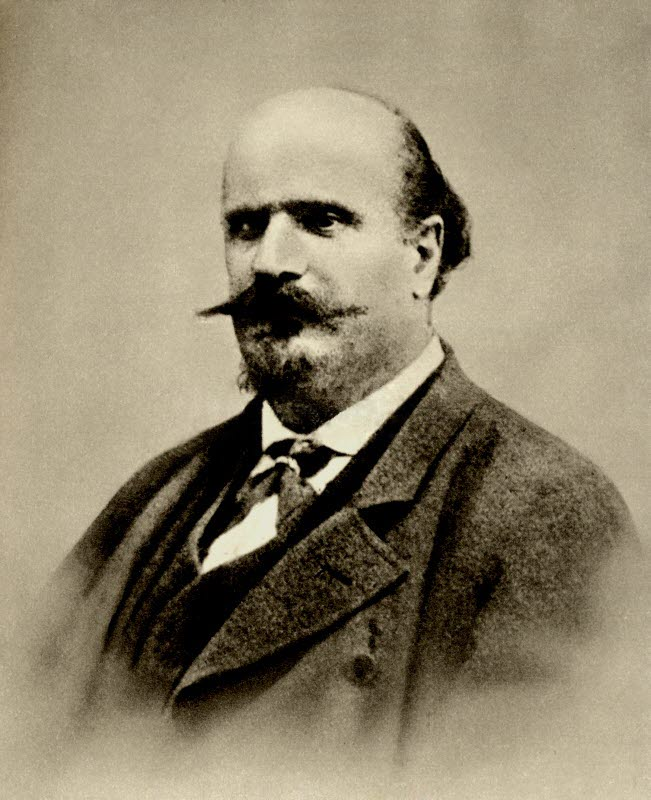
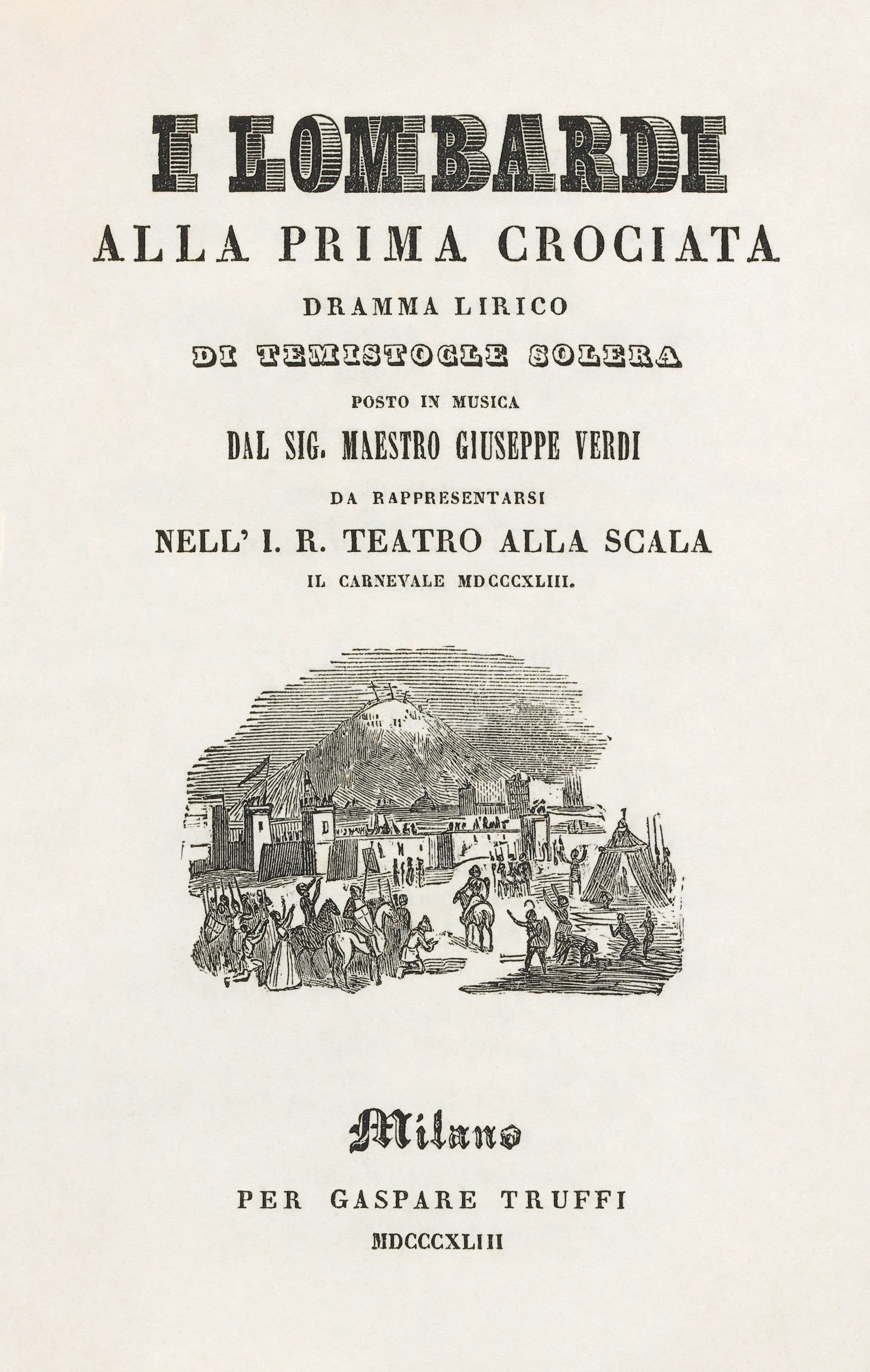
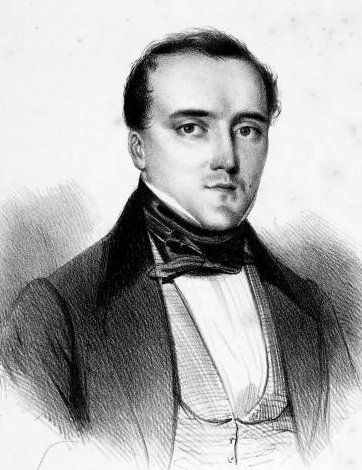